# دیوخانه بالا
دیوخانه بالا (به لاتین: Div Khaneh-ye Bala) یک منطقهٔ مسکونی در افغانستان است که در ولایت بامیان واقع شده‌است.